# Domenico Jorio
Domenico Jorio (Villa Santo Stefano, 7 ottobre 1867 – Roma, 21 ottobre 1954) è stato un cardinale della Chiesa cattolica italiano nominato da papa Pio XI.

## Biografia
Nacque a Villa Santo Stefano il 7 ottobre 1867.
Papa Pio XI lo elevò al rango di cardinale nel concistoro del 16 dicembre 1935.
Partecipò al conclave del 1939 che elesse Pio XII.
Morì il 21 ottobre 1954 all'età di 87 anni e la salma venne tumulata nella basilica di Sant'Apollinare, sua chiesa titolare.